# رولف باجانو
رولف باجانو (1959 - 2010)، هو صحفي، ومقدم تلفزيوني هولندي ومقدم ومدير. وهو نجل مراسل الرياضة ليو باجانو.
من مواليد مدينة هيلفرسوم يوم 15 فبراير 1959، درس القانون في ليدن بعد التخرج عمل كصحفي في «TROS» و «Veronica» و TV10 و KRO. حصل على دكتوراه في القانون عام 1992.

## من مؤلفاته
- أنماط القيادة (2007)
- التفكير في التفكير: منطق النجاح (2005)
- الإرهاق هو خيار: في مكتب مدرب الإدارة (2004)
- كل شيء بدون تحكم: التدريب الذاتي للمستقبل (2001)
- من المسؤول هنا؟ : كتاب عن القيادة والهدف والتواصل (1999)
- الحق في التلفزيون: تحقيق في قبول كاميرات التلفزيون في المحاكمة العامة (1992)